# Текие Шах-Али хана
Текие́ Шах-Али́ ха́на (тат. Şahğali xan təkiəse, Шаһгали́ хан тәкиясе́) — усыпальница Шах-Али хана в городе Касимове Рязанской области России. Памятник средневековой татарской архитектуры. Построена в 1556 году. Входит в состав филиала Рязанского историко-архитектурного музея-заповедника.

## Архитектура
Белокаменное сооружение со сводчатыми перекрытиями из кирпича, арочными дверными и оконными проёмами. Высота здания составляет около 5 метров, размеры 13,5 на 8,5 метров. В мавзолее есть две комнаты: большая — это место для захоронения, там покоится хан Шах Али, его супруга (Булак-Шад?) и некоторые родственники, и маленькая необходима для поминовения, чтения Корана.
Надгробные камни плохо сохранились до наших дней. Уже в XIX веке, во время проведения реставрационных работ, камни выглядели достаточно плохо, но пострадали они не столько от времени, сколько от рук человека.
Над дверью, ведущей в большую комнату, можно увидеть надпись в две строки. Одна гласит о том, что строителем этого мавзолея является Шах-Али хан — сын Шейх-Аулиара-султана. Время постройки мавзолея — ещё при жизни хана. Вторая же надпись гласит о том, что нет в мире никакого бога, кроме Аллаха.

### Надгробные камни
- Абдулла Ак-Кубеков (1533—1570)
- Будали (ок. 1558—1583)

## Галерея
- Текие хана Шах Али
- Текие хана Шах Али - Плита
- Вид на текию с минарета Ханской мечети
- Текие Шах-Али хана зимой